# 히다카 리나
히다카 리나(일본어: 日高 里菜, 1994년 6월 15일~)는 일본의 아역배우 출신 여자 배우 겸 성우이다. 오사와 사무소 소속. 지바현 출신. 애니메이션 여성그룹 RO-KYU-BU!의 멤버이다.

## 출연작품
※굵은 글자로 표시된 배역은 주역과 메인캐릭터

### TV 애니메이션
2008년
- 펭귄 아가씨 하트 (난쿄쿠 카에데)
- 미치코와 핫친 (어린 시절의 미치코)
- 어떤 마술의 금서목록 (라스트 오더)

2010년
- 레이디×버틀러! (오오사와 미미나)
- 스타 드라이버 빛의 타쿠토 (요우 미즈노)
- 어떤 마술의 금서목록2기 (라스트 오더)
- 카타나가타리 (이테조라 코나유키)

2011년
- 전국소녀 ~복숭아빛 파라독스 (토요토미 히데요시)
- 로큐브! (카시이 아이리)

2012년
- 그 여름에서 기다릴게 (리논)
- 이누×보쿠SS (시라키인 리리치요)
- 액셀월드 (코즈키 유니코)
- 소드 아트 온라인 (시리카)

2014년
- 소드 아트 온라인II (시리카)

2016년
- 온라인 게임의 신부는 여자아이가 아니라고 생각한거야? (아코)
- 숲의 요정 페어리루 (스미레, 스즈&란)

2018년
- 용왕이 하는 일! (히나츠루 아이)
- 반짝반짝 해피★ 열려라! 코코타마 (아메리)
- 기숙학교의 줄리엣 (왕 코쵸)
- 소드 아트 온라인 앨리시제이션 (시리카)

2019년
- 방패용사 성공담 (필로)
- 소드 아트 온라인 앨리시제이션 War of Underworld (시리카)

2020년
- 이세계 콰르텟 2 (필로)
- 프린세스 커넥트! Re:Dive (미미)

2021년
- 트로피컬 루즈! 프리큐어 (로라/큐어 라메르)

2023년
- 제물공주와 짐승의 왕 (테트라 왕녀)

### 극장판 애니메이션
2023년
- 극장판 프리큐어 올스타즈 F (로라/큐어 라메르)

### 게임
2012년
- 걸 프렌드(베타) - 유키 나에

- 보더랜드 2 - 가디언 엔젤, 타이니 티나

2013년
- 함대 컬렉션 - 무츠키급(무츠키, 키사라기, 야요이, 우즈키, 사츠키, 후미즈키, 나가츠키, 키쿠즈키, 미카즈키, 모치즈키), 류조

2014년
- 샤리의 아틀리에 - 미르카 크롯체
- 전격문고 FIGHTING CLIMAX - 아이하라 엔쥬, 카시이 아이리, 라스트 오더 [2]
- 스쿨걸 스트라이커즈 - 스미하라 사토카

2015년
- 신차원게임 넵튠 V II - 케이샤

2018년
- 프린세스 커넥트! Re:Dive - 미미

2021
- 쿠키런: 킹덤 - 딸기크레페맛 쿠키